# 休氏齧脂鯉
休氏齧脂鯉，為輻鰭魚綱脂鯉目脂鯉亞目脂鯉科齧脂鯉屬的其中一個種。該物種分布於南美洲哥倫比亞Magdalena河流域，體長可達8.6公分，棲息在底中層水域，生活習性不明。